# 終末論
終末論（しゅうまつろん、英語: eschatology）とは、歴史には終わりがあり、それが歴史そのものの目的でもあるという考え方。目的論という概念の下位概念。
社会が政治的、経済的に不安定で人々が困窮に苦しむような時代に、その困窮の原因や帰趨を、神や絶対者の審判や未来での救済に求めようとするのは、どこの文化でも宗教一般に見られ、ユダヤ教からキリスト教、イスラム教、ゾロアスター教といった一神教においてのみならず、仏教などの宗教などにおいても同様の考え方がある。しかし、終末ということの基準を、個々人の死の意味ではなく、民全体にとっての最後のとき、民全体に対する最後の審判と義人選別救済のとき、とするならば、終末論は本質的に一神教のものである。

## キリスト教
キリスト教の終末論 (eschatology) という語は、ギリシア語の τὰ ἔσχατα（ta eschata「最後のこと（中性複数形）」、キリスト教では具体的に四終（死・審判・天国・地獄）を指す）という言葉に由来し、イエス・キリストの復活と最後の審判への待望という事柄に関わる（千年王国を参照）。キリスト教では、その目的が世の救済であるため、教義学では終末を歴史の目的とするほか、キリスト教系新宗教の中には、「最後の審判」の時期を聖書から年代や終末期に起こる出来事（しるし）などから算定し、予言する教団もある。
20世紀のスイスの神学者・カール・バルトは、主著『ロマ書』で「（終末にキリストが地上の裁きのために天国から降りてくるという）再臨が『遅延する』ということについて……その内容から言っても少しも『現れる』はずのないものが、どうして遅延などするだろうか。……再臨が『遅延』しているのではなく、我々の覚醒（めざめ）が遅延しているのである」といい、「終末はすでに神によってもたらされている」という解釈を示している。

## 仏教
原始仏教から大乗仏教まで長い年月をかけて経典が作られていった仏教では、この世の始まりや終わりについては、抽象的だったり（起源経など）、時間に終わりがあるか、ないかという問いに対し、意味のない議論（戯論）であるとして「答えない」（無記）という態度をとっている経典だったり、転輪王経では終末戦争のあと復興するとしていたりと、一貫性は乏しい。
大乗仏教における末法思想は、「この世の終わり」を意味する終末的思想と同意義と見る向きも多い。末法思想では、釈迦仏の入滅年代（ただし諸説あり一致しない）より数えて、正・像・末と三時に分け、その最後の時を末法の世という。しかし、これは厳密にいえば、「正しい法が隠れ行われなくなること」である。したがって、最後の審判のような激しい終末観とは異なる。
しかし、日本においては、平安時代後期に末法に突入するという目測と、鎌倉時代へ移り変わっていく不安感も相まって、次第に、政情不安や天変地異などを含め末法観念が終末論的に転化されていった。
そこで、末法においても有効な法があるという思想が広まった。大乗経典の中でも、『涅槃経』などでは末法の世における救いを力説し、悲観的な見方を根本的に否定している。平安以降に広がった地蔵信仰では、地蔵菩薩が釈尊入滅から弥勒菩薩が現れる間（末法）六道全ての衆生を救う役割を担うとされる。浄土教では自力で悟ることが正法・像法の時代よりも困難になる（一部では不可能とする）が、成仏するための阿弥陀仏の力（他力）を求め、念仏せよ」と説く。日蓮は、今が末法であるとして、他の教えを捨てて法華経に帰依するように説いた。
一方、禅宗でも末法はあるが、曹洞宗の開祖・道元は『正法眼蔵随聞記』において末法思想を方便にすぎないとして否定している。

今は云く、この言ふことは、全く非なり。仏法に正像末を立つ事、しばらく一途の方便なり。真実の教道はしかあらず。依行せん、皆うべきなり。在世の比丘必ずしも皆勝れたるにあらず。不可思議に希有に浅間しき心根、下根なるもあり。仏、種々の戒法等をわけ給ふ事、皆わるき衆生、下根のためなり。人々皆仏法の器なり。非器なりと思ふ事なかれ、依行せば必ず得べきなり。
—道元,『正法眼蔵随聞記』『道元禅師全集』下巻　四七五頁─四七六頁

弥勒信仰に見られる下生信仰も、末法思想の一種である。中国では、北魏の大乗の乱が、この信仰によるものとされているし、清代の白蓮教徒の乱に代表される、相次いで勃発した白蓮教信徒による反乱も、この信仰に基づいている。

## ヒンドゥー教
インド亜大陸を中心に信仰されるヒンドゥー教は、固有の宗教観で知られる。ヒンドゥーの三大神の一柱であるシヴァ神は、破壊と再生の神とされ、徹底した破壊をその役どころとしている。破壊が激しいほど、その後にやってくる再生はより大きな可能性を秘めているとのヒンドゥー教独特の宇宙観がシヴァ神の役どころと言える。
また、シヴァと並ぶ三大神の一柱に位置づけられ、もっとも信仰を集めているヴィシュヌ神にも終末を担う役割がある。ヒンドゥーの教えではユガ（yuga）と呼ばれる思想がある。この世界は生成と終末を繰り返すとの思想である。各説あるが「マヌ法典」によれば、ユガは四期に分かれている。（第一期クリタユガ、第二期トレーターユガ、第三期ドヴァーユガ、第四期カリユガ）この教えによれば、現在こそ、もっとも教えが衰えるカリユガの末期であり。ヴェシュヌ神の化身カルキが白馬に乗る騎士の姿で現れ、この世界を破壊から再生させるとされる。

## 北欧神話
ラグナロクの解釈がエッダにより異なり、またキリスト教の影響も混ざった終末論となっている。

## 民間信仰

### 古代日本
古代日本にも世の終わりを意識した考え方はあり、『万葉集』巻第二「天地と共に終えむと思いつつ仕え奉りし心違（たが）わぬ」（内容としては、天地が終わる時まで奉仕しようと思っていましたが、叶わないようです）とある。

### 百王説
中国の南北朝時代の僧・宝誌の手によるとされる「野馬台詩」が、日本では皇室の未来を予言したものだという説が中世にかけて流布し、「百王説」が論じられた。これは『古事記』上巻序いかなる王朝も100代までで滅びるという解釈がされる記述があり、すでに鎌倉時代初期には『愚管抄』などでも取り上げられている。ただし、「百王」の意味は百代ではなく「数多き王」を意味するという解釈も存在した。
その後の南北朝時代、皇統は神武以来100代に達するという理解から、折からの政情不安（特に南北朝時代は皇室が分裂していた）と末法思想が相まって、北畠親房が言及するなど大いに論じられた。また、室町幕府将軍の足利義満も百王説に関心を示していたという。日蓮の立正安国論にも登場する。
歴代天皇の数え方については諸説がある。天皇の代数として問題となる主だった論争は、神功皇后を女帝とするか否かと弘文天皇が即位したか否か、そして南朝北朝どちらを正当とするかである。
現在の数え方では南北朝合一後の後小松天皇が百代ということになる。これは南朝を正当とし、神功皇后非即位説、弘文天皇即位説に基づく（下記の表の「神功皇后並びに弘文天皇の即位を片方認める」に相当）。一方で当時はこれとは別に北朝の後円融天皇を百代とする理解が存在した。
|                                                | 南朝       | 北朝       |
| ---------------------------------------------- | ---------- | ---------- |
| 神功皇后並びに弘文天皇の即位を両方認める       | 後亀山天皇 | 崇光天皇   |
| 神功皇后並びに弘文天皇の即位を片方認める       | 後小松天皇 | 後光厳天皇 |
| 神功皇后並びに弘文天皇の即位をどちらも認めない | 称光天皇   | 後円融天皇 |

いずれにしても、皇室はその後も100代を超えて存続したため、百王説は史実によって否定され、説得力を失った。百王説が否定され、江戸時代に入ると、「野馬台詩」のパロディが作られるようになった。

### 元・会・運・世の説
元・会・運・世は北宋の易学者・邵雍によって提唱された世界（時間）のサイクルで、「1元（12万9600年）経つと天地の寿が終わり、再び1元が始まる」とするもの。1元は12会で、1会は1万800年（30運）。1運は360年（12世）で、1世は30年。11会の時期に「万物（人）皆絶える（絶滅する）」とされる。この説では万物＝人が生まれたのは3会の時期（天が始まってから3万2400年の前後）である。11世紀で7会に当たり、4会経ったら人が絶滅し、5会経つと天地が終わるということになる。この世界観では何度も終末を繰り返しているということになるが、同時に終わりでもない。

## 思想
イブン・ハルドゥーン『歴史序説』や、進歩史観などでは歴史の法則性を説く。
マルクス主義が終末論的であるという見方がある（マルクス主義批判#宗教家としてのマルクス）。その逆に政治学者フランシス・フクヤマは著作『歴史の終わり』で、ソビエト連邦の崩壊をもって「歴史は終わった」として、共産主義の一党独裁体制に対して、民主主義と自由経済が最終的に勝利したと論じた。
石原莞爾は世界最終戦論を記した。

## カルト・オカルト
オウム真理教や ブランチ・ダビディアンなどの団体が度々世間を騒がせている。
終末論による集団自殺事件としては神の十戒復古運動などがあある。
- ノストラダムスの大予言
- 2012年人類滅亡説